# Paolo da Venezia
Paolo da Venezia, o Paolo Veneto, vero nome Paolo Nicoletti (Udine, 1368 circa – Padova, 1428/1429), è stato un filosofo, teologo e umanista italiano.

## Biografia
Eremitano, fu studente all'Università di Oxford e docente all'Università di Padova dal 1408 ove ebbe tra gli allievi Paolo Della Pergola. A Padova professò nell'ordine di Sant'Agostino, di cui fu anche vicario generale per breve tempo.
Nel 1413 divenne ambasciatore veneto presso la corte polacca. Per le sue idee teologiche, nel 1426, fu esiliato a Ravenna ma, due anni dopo, gli fu consentito di tornare a Padova.
Fu seguace di Guglielmo di Ockham e Sigieri di Brabante e autore di vari trattati, tra cui alcuni commenti ad Aristotele . Il suo trattato Logica magna fu utilizzato come testo di insegnamento della logica all'Università di Padova e può essere considerato la maggiore opera di logica formale prodotta dal Medioevo.
Fu sepolto a Padova nella chiesa degli Eremitani.

## Pensiero
Il pensiero di Paolo Veneto può essere considerato una forma di aristotelismo eclettico. Possiamo tuttavia chiarificare la specificità del pensiero di Paolo citando quattro sue tesi sugli universali, tratte dalla sua Summa philosophiae naturalis.
1. Gli  universali hanno esistenza nella natura delle cose al di là delle operazioni dell'intelletto.
2. Gli universali hanno esistenza attuale al di fuori dell'anima.
3. Gli universali provati dei loro singolari non sono universali attuali, ma solo potenziali.
4. Gli universali risiedono nei loro singolari e sono identici con essi.

Stabilendo che gli universali sono nelle cose concrete e sono ad esse identici (tesi 4) Paolo Veneto si schiera contro ogni forma di realismo estremo, in particolare quello del filosofo inglese Walter Burley (la cui filosofia Paolo poté forse conoscere perché per un periodo della sua vita stette in Inghilterra). La posizione del Nicoletti rimane ad ogni modo nell'alveo del realismo, riconoscendo l'esistenza autonoma agli universali e rifiutando di considerarli meri strumenti conoscitivi, creati dalla mente dell'uomo. La particolarità della posizione di Paolo è quella di tenere ben stretto il legame tra l'universale e la cosa. Secondo le tesi 3 e 4, l'universale è in atto solamente quando il legame con la cosa sussiste; nel momento in cui priviamo l'universale del suo particolare (es. parlando dell'idea di mela, senza considerare alcuna mela reale) ecco che l'universale diviene un universale in potenza. Probabilmente è per questo stretto nesso di corrispondenza tra cosa e universale che lo studioso Dominik Perler parla di isomorfismo per categorizzare il pensiero di Paolo Veneto. Secondo tale interpretazione ci sarebbe una corrispondenza reale tra le cose e pensiero (i concetti delle cose). Ciò infrange ogni forma di convenzionalismo nel campo del linguaggio.
Un'altra caratteristica dell'aristotelismo eclettico di Paolo Veneto, secondo lo studioso A. D. Perreiah, è l'attagliarsi alla considerazione scotista dell'universale come natura comune alle cose.
Nella speculazione sull'anima, invece, Paolo si sarebbe rivolto ad Averroè e all'averroista Sigieri da Brabante. Netto nel distinguere le tesi dell'uno da quelle dell'altro, il Nicoletti continua a ritenere che l'Intelletto possibile, pur essendo la forma del composto individuale, ossia dell'individuo uomo (secondo la tesi sigieriana) sia unico per tutti gli uomini (secondo la posizione averroista), e che tale sia la giusta opinione proposta e sostenuta da Aristotele. Paradossale appare la possibilità di mantenere insieme le due posizioni . Se, infatti, l'intelletto potenziale (o possibile) è la forma del composto individuale, allora ci sarà un intelletto per ogni individuo. Eppure la posizione averroista stabilisce l'unicità dell'intelletto potenziale, ossia la sussistenza di uno e un solo intelletto potenziale per tutta l'umanità.

## Opere

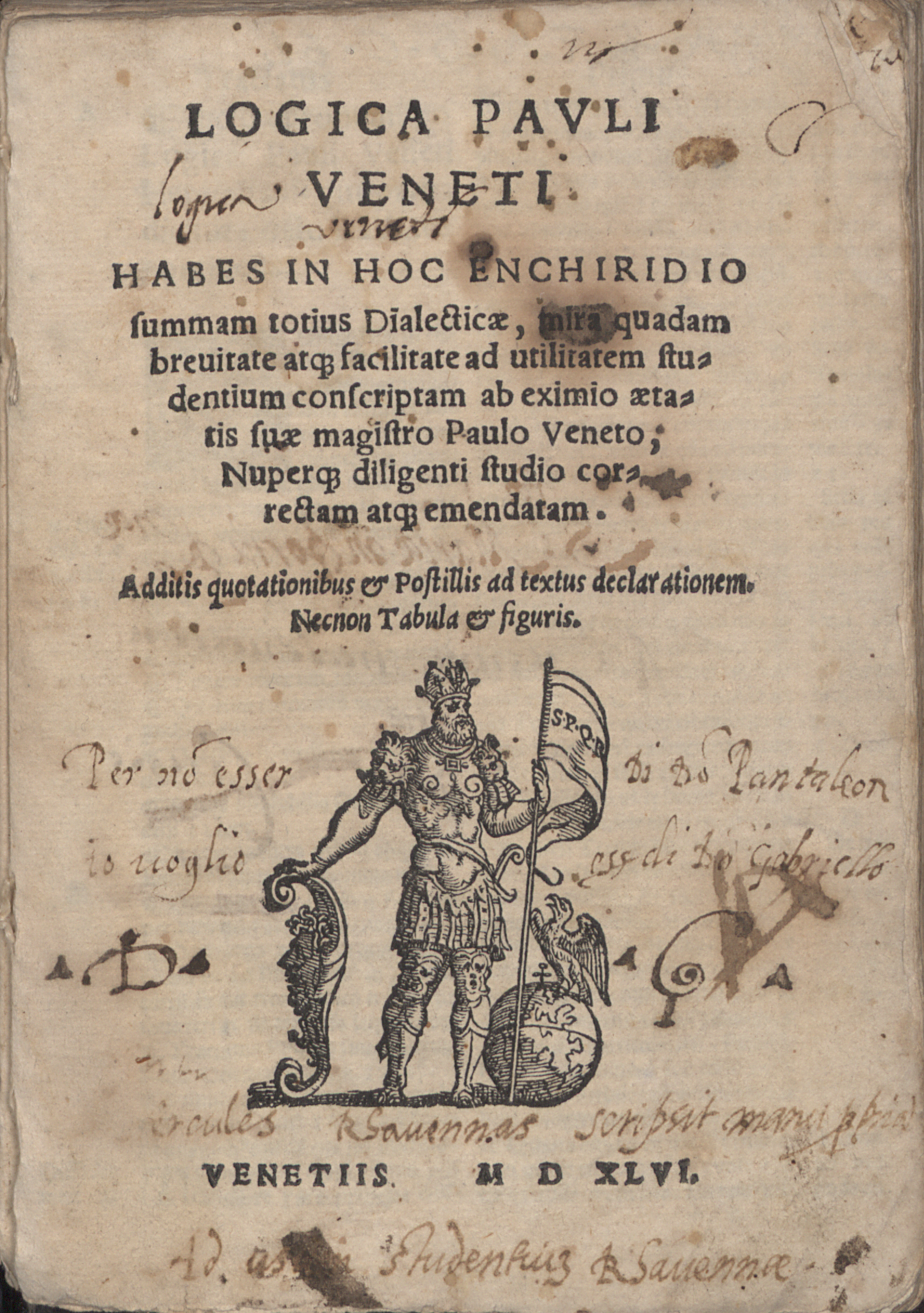
Logica, 1546

- Commenti alle opere di Aristotele:
  - Expositio in libros Posteriorum Aristotelis.
  - Expositio super VIII libros Physicorum necnon super Commento Averrois (1409).
  - Expositio super libros De generatione et corruptione.
  - Lectura super librum De Anima.
  - Conclusiones Ethicorum.
  - Conclusiones Politicorum.
  - Expositio super Praedicabilia et Praedicamenta (1428).
- Scritti sulla logica:
  - Logica Parva or Tractatus Summularum (1395-96).
  -   Logica Magna (1397-98).
  - Quadratura.
  - Sophismata Aurea.
- Altre opere:
  - Super Primum Sententiarum Johannis de Ripa Lecturae Abbreviatio (1401).
  - Summa philosophiae naturalis (1408).
  - De compositione mundi.
  - Quaestiones adversus Judaeos.
  - Sermones.
- (LA) Logica, Pavia, Antonio Carcano, 1483.
- (LA) Logica, Venezia, Bartolomeo Imperatore & Francesco Imperatore, 1546.